# Banana Island Park
Banana Island Park är en park i Kanada.   Den ligger i provinsen British Columbia, i den södra delen av landet, 3 300 km väster om huvudstaden Ottawa. Banana Island Park ligger 347 meter över havet.
Terrängen runt Banana Island Park är huvudsakligen lite bergig. Banana Island Park ligger nere i en dal. Trakten runt Banana Island Park är nära nog obefolkad, med mindre än två invånare per kvadratkilometer.. Närmaste större samhälle är Chase, 11,9 km nordost om Banana Island Park. 
I omgivningarna runt Banana Island Park växer i huvudsak barrskog.